# Marie-Louise Delwaulle
Marie-Louise Delwaulle, née le 29 décembre 1906 à Saint-Juéry et décédée à Velars-sur-Ouche le 23 juillet 1962, est professeure de chimie minérale à la faculté des sciences de Lille spécialiste de spectroscopie Raman.

## Biographie
Élève brillante au lycée de Valenciennes, puis de Lille, bachelière de Mathématiques en 1924, elle fut admissible à l’École Normale Supérieure de Sèvres en 1926, mais elle continue ses études à la Faculté des Sciences de Lille où elle obtint la licence en 1929.
Elle commence sa carrière universitaire, en tant qu’assistante de chimie générale, sous la direction du Professeur Henri Pélabon (d) lui-même élève de Pierre Duhem. Elle soutient sa thèse de Doctorat ès Sciences en Janvier 1934, sous le titre : « Action des Bases alcalines en solution sur l'iodure mercurique. Identification de nouveaux iodures mercuriques ». Elle poursuivit jusqu'en 1937 des travaux sur le même sujet.
En 1937, avec son collègue Félix François (1891-1950), elle crée le Service de Spectroscopie Moléculaire dans le cadre de la chaire de Chimie Minérale. Delwaulle et François utilisent la diffusion Raman pour la caractérisation structurale de petites molécules ou d’ions complexes stables ou non isolables apparaissant au cours de réactions équilibrées. Ces travaux conduiront à d’importantes publications.
Chargée de conférences dès 1934, puis de cours en 1939, elle est nommée Chef de Travaux en 1943, puis Maître de Conférences en 1947 et devient professeure en 1952.
Les travaux initiés par Marie-Louise Delwaulle, se sont prolongés à l’université de Lille, avec la création, en 1974, du laboratoire de spectrochimie infrarouge et Raman LASIR. Ce laboratoire poursuit encore actuellement des études fondamentales et appliquées en spectrométrie Raman et laser.
Elle meurt tragiquement le 23 juillet 1962 lors du déraillement du train express 53 Paris-Marseille.

## Hommage
Une rue à Lille Lomme porte son nom.

## Quelques publications
- 1930 Action de l'oxyde mercurique sur le chlorure manganeux et de l'oxyde manganeux sur le sublimé avec Henri Pélabon, note présentée le 5 décembre, in Bulletin de la Société Chimique de France, 4 série, t. XLVII, 1930, pp. 156-164.
- 1930 Action de l'oxyde mercurique sur les solutions de chlorure cuivrique avec Henri Pélabon, note présentée le 16 mars, in Bulletin de la Société Chimique de France, 4 série, t. XLVII, 1930, pp. 556-559
- 1932 Action de l'oxyde mercurique sur le chlorure de zinc et de l'oxyde de zinc sur le sublimé avec Henri Pélabon, note présentée le 23 décembre, in Bulletin de la Société Chimique de France,4 série, t. LI, 1932, pp. 650-653.
- 1946 Étude d'ensemble des spectres Raman des molécules pentatomiques tétraédriques avec Félix François, Journal de Physique et le Radium, v7 n1 (1946): 15-32[6]
- 1952 The Study of Chloroiodides of Silicon, Tin and Germanium Using the Raman Spectra as Proof of Equilibria avec Marie Berthe Buisset et Michel Delhaye, Journal of the American Chemical Society, v74 n22 (195211): 5768-5770[7]
- 1963 Étude comparative des structures fines des spectres Raman de dérivés polyhalogénés du méthane  avec Claude Cerf, Journal de Chimie Physique, v60 (1963): 1195-1198[8]